# 牧野康成 (与板藩主)
牧野 康成（まきの やすなり）は、江戸時代前期の大名。越後国与板藩主。越後長岡藩分家牧野家初代（小諸藩祖）。官位は従五位下・内膳正。

## 経歴
『寛政重修諸家譜』巻第三百六十五の牧野康成の項によると、当時、越後長峰藩主であった牧野忠成の次男として、元和3年（1617年）に長峰にて誕生した。初名を武成と称す。
寛永11年（1634年）、父・忠成から蒲原郡・三島郡の内より新墾田1万石の分知を受けて与板藩主となる。そののち、従五位下・内膳正に叙位任官。慶安2年（1649年）旧暦5月から常陸国下館城の城番を務めた。明暦3年（1657年）には与板に入部したが、この年の12月晦日に享年41で死去した。葬地は浅草の幡随院。法名は馨香院登譽泰安。
家督は長男の康道が継いだ。

## 系譜
父母
- 牧野忠成（父）
- 泰寿院 - 永原道真の娘（母）

正室
- 松平康重の娘

子女
- 牧野康道（長男）
- 牧野飛騨守忠成正室、のち六郷政信正室
- 稲垣重定正室
- 水野重孟正室